# Liste der Naturdenkmale in Boppard
Die Liste der Naturdenkmale in Boppard nennt die im Gemeindegebiet von Boppard ausgewiesenen Naturdenkmale (Stand 13. Mai 2024).

## Naturdenkmale
| Nr.         | Bezeichnung                            | Lage                                                                       | Beschreibung                                                          | Bild                                    |
| ----------- | -------------------------------------- | -------------------------------------------------------------------------- | --------------------------------------------------------------------- | --------------------------------------- |
| ND-7140-002 | Hedwigeiche                            | Boppard, nordwestlich der Stadt; Waldabteilung 120a (Hasenloh) Lage        | Quercus sp.                                                           | Direkt Bild zu diesem Denkmal hochladen |
| ND-7140-003 | Linde in der Niedersburg               | Boppard, Rheinallee, vor Nr. 68 Lage                                       | Tilia sp.                                                             | mehr Fotos \| Fotos hochladen           |
| ND-7140-004 | Linde westlich der kurfürstlichen Burg | Boppard, Burgplatz, vor Nr. 2 Lage                                         | Tilia sp.                                                             | Fotos hochladen                         |
| ND-7140-005 | Kratzenburger Marktbuche               | Boppard, südwestlich der Stadt; Waldabteilung 20 (Hochstiefels Hecke) Lage | Fagus sylvatica                                                       | Direkt Bild zu diesem Denkmal hochladen |
| ND-7140-091 | Linde                                  | Boppard, Mainzer Straße, hinter Nr. 46 Lage                                | Tilia sp.                                                             | Direkt Bild zu diesem Denkmal hochladen |
| ND-7140-096 | Bruder-Tönnes-Hügel                    | Boppard, nordöstlich der Stadt; Waldabteilung Eingehäng Lage               | Grabhügelgruppe der Hunsrück-Eifel-Kultur; flächenhaftes Naturdenkmal | Direkt Bild zu diesem Denkmal hochladen |
| ND-7140-101 | Linde (Stiftung Bethesda)              | Boppard, Hohlstraße, bei Nr. 12 Lage                                       | Tilia sp.                                                             | Direkt Bild zu diesem Denkmal hochladen |
| ND-7140-111 | Friedenseiche                          | Bad Salzig, Theodor-Hoffmann-Platz Lage                                    | Quercus petraea                                                       | Direkt Bild zu diesem Denkmal hochladen |
| ND-7140-119 | Rotbuche                               | Boppard, Simmerner Straße, hinter Nr. 11b Lage                             | Fagus sylvatica                                                       | Direkt Bild zu diesem Denkmal hochladen |

## Ehemalige Naturdenkmale
| Nr. | Bezeichnung      | Lage                                                       | Beschreibung                                  | Bild                                    |
| --- | ---------------- | ---------------------------------------------------------- | --------------------------------------------- | --------------------------------------- |
|     | Mammutbaum       | Boppard, Simmerner Straße, bei Nr. 3 Lage                  | Sequoioideae sp.; Rechtsverordnung aufgehoben | Direkt Bild zu diesem Denkmal hochladen |
|     | Neyer Markteiche | Boppard, Hellerwaldstraße (ehemals Waldabteilung 27a) Lage | Quercus sp.; Rechtsverordnung aufgehoben      | Direkt Bild zu diesem Denkmal hochladen |